# 聖なる春
聖なる春（せいなるはる、ラテン語: Ver sacrum、ウェル・サクルム）は、古代イタリアで、共同体が危機にあったときに行われた宗教儀式である。春に生まれたものを神（々）に捧げた。

## 概要
ストラボンの『地理誌』にウェル・サクルムの最も詳しい記述がある。サビニ人は長い戦争が続いたため、その年に生まれるすべての動物を神に捧げることを誓った。戦争に勝利し、動物を捧げたが、飢饉になったので、その年生まれた子供たちもすべてマルス神に捧げることにした。子供が成人すると、植民市を建設するため送り出した。子供たちは1頭の牛に導かれてサムニウムの地に着き、オスキ人を追い出した。そして導きの牛をマルス神に捧げた。
リウィウスの『ローマ建国史』にはハンニバル戦争の際、ローマでウェル・サクルムが行われた記述がある。紀元前217年、トラシメヌス湖畔の戦いでハンニバルの軍に敗れたローマは、ファビウスを独裁官に任命した。ファビウスはまず元老院議員たちに向かって神々の怒りを鎮めるための儀式を行うことを求め、大競技会と饗宴の開催、神殿の誓約、ウェル・サクルムの誓約を行うことが決まった。そして民会に諮ったのち、ユピテルはじめ神々に動物（牛、豚、山羊、羊）を捧げることが誓約された。ファビウスはハンニバルとの戦争では正面対決を避け持久戦略を取った。当初この戦略は市民に不評であったが、やがてその正しさが認められ、ハンニバル軍は衰えていった。22年後の紀元前195年と194年にウェル・サクルム（明瞭ではないが移民か）が実施された。

## ウィーン分離派
ドイツの詩人ウーラントの詩に"Ver sacrum"（1880年）がある。世紀末のオーストリアで結成されたウィーン分離派は、ウーラントの詩に因み、機関誌に"Ver sacrum"（ドイツ語読みでフェル・ザクルム）と名付けた。作家マックス・ブルクハルトは創刊号（1898年1月）で古代のウェル・サクルムの伝承（聖なる春に生まれた子供たちが成人し、古い集団を離れて新しい集団をつくる）を紹介し、分離派の結成になぞらえている。